# Strangsanierung
Als Strangsanierung bezeichnet man den Austausch von Ver- u. Entsorgungsleitungen in einem Gebäude. Dabei können einzelne oder mehrere Versorgungsrohre in der vertikalen und horizontalen Verlegung gemeint sein.

## Strangsanierung in Wohngebäuden und gewerblichen Objekten
Bei einer Strangsanierung in einem Wohngebäude spricht man in der Regel von der Sanierung vertikaler Rohrleitungen, die zur Versorgung der Wohneinheit dienen. Angefangen vom Kellergeschoss bis zum obersten Geschoss befinden sich auf jeder Etage T-Stücke und Abzweige, um jede Wohneinheit an die Versorgung anzuschließen. Je nach Anforderung und Begebenheiten können das eine von Vielzahl von Versorgungsleitungen sein, z. B.: Schmutz- u. Regenwasser, Trinkwasser, Warmwasser, Zirkulation, Heizungsvor- u. Rücklauf sowie Zu- u. Abluftleitungen. Im industriellen Bereich können weitere Anwendungen dazu kommen, beispielsweise: Sprinkler, Dampf- oder Kühlmittelleitungen.

## Gründe für eine Strangsanierung
Die Gründe für eine Strangsanierung sind vielschichtig und hängen stark mit den örtlichen Begebenheiten zusammen:
- Häufige Rohrbrüche durch Materialermüdung und Korrosion
- Mangelnder Brandschutz
- Legionellenbefall in Trinkwasserleitungen (Kalt-Warm-Zirkulationsleitungen)
- Asbestrückbau
- Mangelnder Schallschutz
- Feuchtigkeitsschäden am Gebäudekörper durch versteckte Undichtigkeiten (z. B. innerhalb der Geschossdecke)
- Prophylaktisch bei in die Jahre gekommenen Installationen
- Komfortgewinn durch angepassten Leitungsquerschnitt (z. B.: schnelleres Warmwasser, bessere Heizleistung, mehr Volumenstrom für Rainshower-Duschen)
- Sinnvolle Ergänzung bei Bad u. Küchensanierung oder ähnlichen Baumaßnahmen
- Geänderte technische Anforderungen (z. B.: Änderung der Heizungsanlage)
- Querschnittsverengung durch Korrosion (z. B.: Verschlammung bei verzinkten Trinkwasserleitungen)
- Korrosion der Rohroberfläche (i. d. R. bei industriellen Anwendungen, z. B.: Faulgase, säurehaltige Luft usw.)

## Durchführung
Eine Strangsanierungen ist in Wohngebäuden häufig mit einem tiefen Eingriff in die Bausubstanz verbunden, da die Rohrleitungen oft nicht reversibel im Mauerwerk oder hinter festverbundenen Abkastungen verlegt sind. Innerhalb der Bauzeit ist eine Versorgung lediglich provisorisch und mit Einschnitten im Komfort möglich. Nach einer Bestandsaufnahme folgt die Planung. Bei kleineren Objekten erfolgt die Planung oft durch ausführende Installationsbetriebe. Die Ausführungsplanung bei größeren Objekten wird durch Fachingenieure und Architekten nach der HOAIAusführungsplanung durchgeführt. In der Ausführungsphase werden zunächst die zu sanierenden Leitungen abgesperrt und entleert. Darauf folgt der Abriss und Rückbau der bestehenden Leitungen. Sind sämtliche Altlasten demontiert, können die neuen Rohrleitungen installiert werden. Die Verlegung erfolgt meistens von unten nach oben. Ist die Installation abschnittsweise oder komplett abgeschlossen, folgt die Druck- u. Dichtigkeitsprüfung. Nach erfolgreicher Druck- u. Dichtigkeitsprüfung wird ein Funktionstest durchgeführt, Restarbeiten wie das Nachisolieren von Verbindungsstellen und die Dokumentation von Brandschutzschotts werden abgeschlossen. Sind alle Arbeiten am Strang fertiggestellt, kann die Installation wieder verkleidet werden. Eine simultane Strangsanierung über mehrere Geschosse kann den Ausführungszeitraum deutlich verkürzen. Dies Bedarf aber einer detaillierten Planung im Vorfeld, ebenso wie die Sanierung im bewohnten Zustand.
Neu verlegte Rohrleitungen müssen den geltenden DINs und Normen der Trinkwasserinstallation sowie der jeweiligen Landesbauordnung entsprechen.